# Kecamatan Kandangan (distrikt i Indonesien, Jawa Tengah, lat -7,22, long 110,21)
Kecamatan Kandangan är ett distrikt i Indonesien.   Det ligger i provinsen Jawa Tengah, i den västra delen av landet, 400 km öster om huvudstaden Jakarta.